# Klimakodesmus gravelyi
Klimakodesmus gravelyi är en mångfotingart som beskrevs av Carl 1932. Klimakodesmus gravelyi ingår i släktet Klimakodesmus och familjen fingerdubbelfotingar. Inga underarter finns listade i Catalogue of Life.